# AN/TPQ-49
Радіолокатор попереднього оповіщення AN/MPQ-49 (FAAR від англ. AN/MPQ-49 Forward Area Alerting Radar) — легка радіолокаційна система раннього попередження, що складається з радара AN/TPQ-43, приймача AN/TPX-50 Mark XII IFF, генераторної установки потужністю 5 кВт і транспортного засобу Gama Goat.

## Опис
FAAR був розроблений армією США в 1960-х роках для роботи у взаємодії з їхньою польовою протиповітряною зброєю, системами протиповітряної оборони MIM-72 Chaparral і M163 Vulcan, які використовувалися протягом 1970-х і 80-х років, і зняті з озброєння в 1991 році. Системи FAAR використовувалися для спостереження за незаконним обігом наркотиків у Палм-Біч, а з вересня 1991 року продавалися іноземним користувачам.
Радар AN/TPQ-43 встановлюється на стрілі, яка висувається вгору від задньої частини причепа Gama Goat. Це імпульсний доплерівський радар, який працює в D-діапазоні і має радіус дії близько 20 км. Дані з радара, як правило, не використовуються на самому радіолокаційному майданчику, а передаються по FM-радіо на «Набір даних відображення цілей» (англ. Target Alerting Data Display Set, TADDS), невеликий приймач і дисплей з батарейним живленням. Польові підрозділи, включаючи підрозділи систем портиповітряної оборон M48 Chaparral, M163 Vulcan і FIM-43 Redeye, використовували TADDS як дисплей раннього попередження, спрямовуючи свою зброю з оптичним наведенням у напрямку, про який повідомляв радар.
FAAR перевозиться на Gama Goat і встановлюється за лінією фронту. Генератор буксирується на причепі Gama Goat, а потім від'єднується та працює на відстані від причепа. Вся система легко транспортується повітрям.

## Оператори

### Колишні оператори
- США

### Поточні оператори
- Україна — у 2014 році Укрінмаш уклав контракт із американською компанією Defense Technology Inc на закупівлю станцій артилерійської розвідки AN/TPQ-49 для сил АТО.[3] 2 липня 2016 року Сполучені Штати передали Україні 10 контрбатарейних радарів AN/TPQ-49.[4]